# シス (スター・ウォーズ)
シス（Sith）は、アメリカ合衆国の映画である『スター・ウォーズ』シリーズで用いられる用語の一つ。

シスのエンブレム

作中では、「ジェダイの騎士」と相対する存在で「シスの暗黒卿」(Dark Lord of the Sith)、あるいは「シス卿」(Lord of the Sith, Sith Lord) などとも呼称される。作中では銀河の万物を包摂するエネルギーであるフォースを用いるが、ジェダイのように平和で穏やかな感情から生み出される「ライトサイド（光明面）」のフォースではなく、怒りや憎しみなどといった強い負の感情から生み出される攻撃的な、「ダークサイド（暗黒面）」のフォースを信奉する者たちを指す。
シスとなった者は、それまでの名を捨て「ダース」(「Darth」、Dark Lord of the Sith の略称)の称号を冠するシスの暗黒卿としての新たな名を授かる。例を挙げると「ダース・ベイダー」や「ダース・モール」。
現在、スター・ウォーズのスピンオフ作品はフォースの覚醒以降の映画に繋がる正史（カノン）と、それには繋がらないパラレルワールドを描いた非正史（レジェンズ）の両者が存在する。本項ではその両方の設定を併記する。

## 概要
シスは一般的に、ジェダイのような集団、「騎士団」を構成しない。後述するが、シスは基本的に「師匠（マスター）」と「弟子（アプレンティス）」の二人一組で常に行動する。かつて古代シスによる統一国家が存在したが、政治的には通常の帝政国家と同一であり、政治の主体が集団であるジェダイとは異なる。
シスとなるためには、ジェダイ同様に優れたフォース感知能力が要求され、その適性を有する人物はごく少数である。また、良心に屈せず自身の飽くなき欲望を貫徹することの出来る精神的な解放性、露骨な権力欲、防御よりも攻撃的な性質が非常に重要である。
ただしスピンオフ作品での設定では、正式なシス以外にもフォースを感知可能かどうかに関わらず、彼らの教義に感化される者もいる。中にはシスを崇拝する者たちが独自にカルト教団を形成したり、単にダークサイドのフォースを扱うだけの者がシスを僭称する場合もあるとされる。

## 古代共和国時代
「シス」という名称は、古代に惑星コリバンに移住した種族を指す。彼らは特に修行を積んだ訳ではないが、遺伝的にフォースと親しむ種族であった。
元々、フォース研究の学派を祖とするジェダイは、世代を経るにつれて銀河の守護者たる「ライトサイド（光明面）」と、悪の道に堕ちた「ダークサイド（暗黒面）」とが次第に反目し合うようになり、遂に双方は「100年の闇」と呼ばれる大規模な衝突を引き起こした。この戦いに敗れたダークサイドは、以後銀河共和国領内から完全に姿を消した。
アジャンタ・ポール、カーネス・ムール、ソサーンの3人を指導者とする、ダークサイドのジェダイ逃亡者たちは、長い放浪の末に辺境の惑星コリバンを発見。まだ未開の原住民であったシスを、ダークサイドのジェダイたちが自ら生ける神となって支配する道を選び、ここにシスによる一大帝国の建設が始まった。やがてダークサイドのジェダイ達とシスの住民は交わり、コリバンは強力で魔術的なフォースを誇る民族「シス」が支配する「シス帝国」の根拠地となった。コリバンには代々のシスの暗黒卿を祀った古代寺院がある。
ヤヴィンの戦いより5,000年前、シス帝国の支配者マーカ・ラグノス卿が死亡し、ネイガー・サードー卿とルド・クレシュ卿という二人の有力なシスが後継者の座を争っていた。その最中、共和国の民間探査船が偶然にもシス帝国の存在を確認。これをきっかけに攻勢に出たシス帝国と共和国との間に「ハイパースペース大戦」が勃発した。だがシス帝国は、ネイガー・サードー卿とルド・クレシュ卿との内部抗争によって自滅し、これによりハイパースペース大戦は共和国の勝利に終わったが、その後もネイガー・サードー卿はなお生き延び、ヤヴィン第4衛星に「大寺院（グレート・テンプル）」を建立した。
その約600年後には、サードー卿から教えを受けたフリードン・ナッドが自ら師のサードーを倒して新たなシスの暗黒卿となり、惑星オンダロンを支配したが、やがてこれを察知したジェダイの征伐を受けて滅ぼされた（フリードン・ナッドの反乱）。更にその約400年後、失われたシスの遺産を求めてフリードン・ナッドの亡霊に教えを乞い、自らシスの暗黒卿の名乗りを上げたエグザ・キューンと、その弟子となった元ジェダイのウリック・ケル＝ドローマという二人の強力なシスの出現により「シス大戦」が勃発。しかしウリック・ケル＝ドローマの裏切りによって、最終的には共和国とジェダイ側が辛うじて勝利し、エグザ・キューンの魂をヤヴィン4のシスの古代遺跡に封印することで、このシス帝国を滅亡させたものの、ジェダイもまた多大なる被害を受けた。
その数十年後には、シス大戦でウリック・ケル＝ドローマに従ったマンダロア戦士団が復興中の共和国を再び攻撃し、「マンダロア大戦」が勃発。このマンダロア大戦も、レヴァンとマラックという二人のジェダイの活躍によりまたしても共和国側の勝利に終わったが、二人はこのマンダロア大戦中に、シス帝国の生き残りで銀河の未知領域に帝国を再建していたシス皇帝に誘惑されて暗黒面に堕ち、新たなシス卿ダース・レヴァン、ダース・マラックをそれぞれ名乗って「第二次シス大戦」を引き起こした。最終的にはライトサイドに帰還したレヴァンが裏切る形で、かつての弟子ダース・マラックを倒すことで、ようやくこの第二次シス大戦を終結させた。二度に渡るシス大戦はシスの敗北に終わったが、シス皇帝が再建したシス帝国は未だ生き残っており、その後も数百年に渡ってシス帝国とジェダイ及び共和国の間で「大銀河戦争」「コールド戦争」「銀河戦争」などといった抗争が断続的に引き起こされている。
第二次シス大戦から約2,000年が経った頃には再建されたシス帝国も既に崩壊しており、シスの系統は一旦途絶えていたが、この頃ジェダイの中でジェダイ・マスターのファニアス（ダース・ルイン）らを始めとするダークサイドの信奉者たちがシスの伝統の復活を画策。シスの集団ということで自ら「シス・オーダー」を名乗り、形的にはまたもジェダイとシスとの抗争「新シス大戦」が勃発した。約1,000年にも及んだ新シス大戦は、惑星ルーサンでの決戦に至るまで凄惨を極めたが、元々、単なる個人的な感情からシスに走っただけの集団に結束力など無く、やがて組織内での内部分裂が頻発し、遂にはジェダイ側に征圧されてしまった。この一件を受けてジェダイは、組織としてその指導・監督制度を更に強化し、これ以上ダークサイダーを生み出さぬよう、騎士叙任制度や戒律などをより厳格なものに改革した。これにより、ジェダイ・パダワンとなるためにはフォースが強力なことはもちろん、生後6ヶ月以内であることが必須条件となり、同時に恋愛や結婚も一切禁止された。これを「ルーサンの改革」と呼ぶ。
このルーサンの戦いを最後にシスによる反乱はなくなり、共和国市民の間ではシスの脅威はもはや完全に去ったと思われ、以後永らく平和を謳歌する時代が続いた。だが、たった一人ではあるものの、ダース・ベインというシス卿だけは未だ生き残っていた。
なお、上記の設定は全てレジェンズのスピンオフ作品のものであり、正史（カノン）のスピンオフ作品ではこの時代のシスについて、「かつてモラバンド（カノンではコリバンはモラバンドの別名という設定）やマラコアなどの惑星に寺院や超兵器を建造した事」「レジェンズと同様に仲間割れによる内部崩壊が元でジェダイに敗北して滅亡し、ダース・ベインのみが生き残った事」の2点のみが語られている。

### 古代共和国時代の代表的なシス
- アジャンタ・ポール
- カーネス・ムール
- ソサーン
- ダース・アンデッデュ
- マーカ・ラグノス
- ネイガー・サードー
- ルド・クレシュ
- フリードン・ナッド
- エグザ・キューン
- ウリック・ケル＝ドローマ
- ダース・ヘイズ
- ダース・レヴァン
- ダース・マラック
- ダース・バンドン
- シス皇帝
- ダース・マルガス
- ダース・ナオサン
- ヴィンディカン
- アドラス
- ダース・トレヤ
- ダース・ナイアリス
- ダース・サイオン
- ダース・デソラス
- ダース・フォボス
- ダース・ルイン
- ダーク・アンダーロード
- ダース・リヴァン
- ベリア・ダーズー
- スケア・カーン
- クォーディス
- コーペズ
- ギサニー
- ダース・ベイン

## 旧共和国時代
シスが内部分裂から内部崩壊へと至った原因は、シスの教義そのものの中にあった。他者との協調や仁愛、慈悲を重視するジェダイとは異なり、シスはただ私益のみを偏重する。ジェダイは銀河の平和と安定への滅私奉仕によって己を厳しく律し、力の濫用を厳しく戒め、フォースの行使に関しては極めて慎重な姿勢である。これに対して、シスの基本的な教理は「力を抑制することは力を無駄にすること」であり、私利私欲に基づくフォースの無制限な行使を積極的に肯定する。加えてその拠り所は、あくまで自分自身の実力のみであり、よって彼らは、自身の知識や能力を他者と共有するようなことは決してしない。このため、対等関係のシス同士では互いに強い不信感を抱き、激しく争うようになるのである。
シスの中でただ独り生き残ったダース・ベイン卿は、先の内部崩壊での反省から、シス同士での内紛を阻止するための新たな規律を模索した。そして、シスの技能や教義は、ただ一人の師匠からただ一人の弟子へ、明確な序列のもとで継承されるべきだとの結論に達した。これが、後に「ダース・ベインの教え」あるいは「二人の掟」と呼ばれる、シスの「師匠」から「弟子」への一子相伝制の確立である。 弟子は師匠が引退（死亡）すると、独立して自らもまた師となり、再びただ一人だけの弟子に伝授してゆく（「師匠の死」は「弟子の独立」を意味したため、師匠の殺害という形で独立を果たした弟子も多かった様子である）。こうしてシスの教義は細々とではあるが、確実に伝承されていった。シスたちはジェダイや世間からその存在をひた隠しにし、いずれジェダイへの復讐を遂げ、銀河を暗黒で支配する来たるべき日までの修練が連綿と続けられていった。一方のジェダイは、その間に目覚ましい発展を続け、最盛期にはおよそ1万人ものジェダイが銀河系の各地で、共和国の特使として紛争の調停任務等で活躍し、共和国の平和を永く守り続けていた。しかし、宿敵とも言えるシスが姿を消したことにより組織は次第に硬直化し、フォースの研究や戦闘訓練はこれまでどおり続けられたものの、次第に外交任務が中心となり、実戦経験を積む機会とその必要性は急速に薄れていった。そして年を追うごとに、フォースとライトセーバーとを駆使する戦闘に長けた、俗に言う「強いジェダイ」は徐々に数を減らしていった。加えて、シスがダークサイドの力を師匠と弟子の二人で独占したのに対し、ジェダイはライトサイドの力を大人数で希釈してしまったこともその弱体化の原因であった。
やがて、シスの野望を体現する者が彗星のごとく遂に出現した。ダース・シディアス、後の銀河帝国皇帝パルパティーンである。彼はシスの暗黒卿、ダース・プレイガスの下で永らく修行を積み、やがて強力なフォースを手に入れると同時に師を殺害し、史上最強のシス・マスターとして君臨した。その力は政治面にも存分に発揮され、表向きは惑星ナブー出身の元老院議員として銀河元老院の最高議長にまで登り詰めた。深刻な腐敗の横行する日和見主義的政治の一大改革を共和国の代表として主導する一方、裏では多くの不満勢力を焚きつけてクローン大戦を誘発させ、共和国の軍拡政策を積極的に推進し、この戦争を利用してジェダイの数を減らしつつ、巧妙な情報操作などで人々にジェダイへの強い不信感を植え付けた。そして最終的には強大な軍事力と新たな弟子ダース・ベイダーを駆使してほぼ全てのジェダイを壊滅させた。更に共和制を帝制に移行させることにも成功し、ここに4,000年来のシスによる大帝国が漸く復活されたのである。だが、かつてルーサンの戦いにおいて、シス卿ダース･ベインが生き残ってシスの命脈を未来に繋いだ様に、ジェダイにもオビ＝ワン・ケノービやヨーダなどの僅かな生き残りが存在した。

### 旧共和国時代の代表的なシス
- ダース・ベイン
- ダース・ザナー
- ダース・コグナス
- ダース・ミレニアル
- ダース・ヴェクティヴス
- ダース・テネブラス
- ダース・プレイガス
- ダース・シディアス
- ダース・モール
- ダース・ティラナス（ドゥークー伯爵）
- ダース・ベイダー

## 帝国時代
銀河帝国の成立と共に、ジェダイは既に滅びたとされていたが、反政府勢力である反乱同盟軍に協力する一人のジェダイの存在を感じ取っていた皇帝は、シスの弟子である右腕のダース・ベイダーにそのジェダイの捜索を命じていた。だがそうして発見されたのが、ベイダー卿の実の息子であるルーク・スカイウォーカーであったのが運命の分岐点であった。ルークが戦いの中で父と同じようにフォースの暗黒面に堕ちる可能性を認識した皇帝は、彼がやがて憎しみを募らせて父を殺し、シスへと寝返る様に様々な策略を巡らす。しかし、かつて「フォースにバランスをもたらす選ばれし者」と予言されたダース・ベイダー＝アナキン・スカイウォーカーの真の力を見抜くことが出来ず、父譲りの強いフォースを持つルークを新たな弟子に据えることにばかり固執し、その誘惑を拒絶された怒りによって生じた隙を突かれた形であえなく倒された。これにより4,000年ぶりに甦ったシスの帝国は、たった25年で終焉を迎えた。ジェダイの予言の通り、善悪両面で最高の力を発揮したアナキン・スカイウォーカーがこの戦いに決着を付け、その息子であるルークがより高次元の精神を以て新たなジェダイを率いていく結末が導かれた。

### 帝国時代の代表的なシス
- ダース・シディアス
- ダース・ベイダー

## 新共和国・銀河同盟時代（レジェンズ）師弟
一般的には、ダース・シディアスとダース・ベイダーの師弟二人が最後のシスと言われていたが、スピンオフ作品ではこの後にもシスホロクロン等を通して古代シスの教義を学んだり、そうした者達に教えを受けるなどといった形でシスの教義を継承する者たちが現れたり、既に死亡しているシスの暗黒卿が何らかの形で復活したりと、様々な形で新たなシスの暗黒卿が姿を現している。そして、かつて皇帝の手としてパルパティーンに仕えていた配下の一人で、ダーク・レディーを名乗るルミヤ（シーラ・ブリー）と、旧共和国時代のジェダイの生き残りで、シスの暗黒卿ダース・クレイトを名乗るアシャラド・ヘットが、ダース・ベインから代々続く正式な系譜とは異なる、全く新たな二つの分派をそれぞれ形成し、シスは存続していくこととなる。

### 新共和国・銀河同盟時代の代表的なシス
- ダース・シディアス（クローンとして復活）
- エグザ・キューン（霊体として復活）
- マーカ・ラグノス(霊体として復活）
- ルミヤ（シーラ・ブリー）
- カノア・ジャックス
- ダース・カイダス（ジェイセン・ソロ）
- ダース・クレイト（アシャラド・ヘット）
- ダース・アンデデュー（霊体として復活）
- カーネス・ムール（霊体として復活）